# 瓦倫蒂娜·維斯孔蒂
瓦倫蒂娜·維斯孔蒂（義大利語：Valentina Visconti，1371年—1408年12月4日），韋爾蒂女伯爵，米蘭公爵吉安·加萊亞佐·維斯孔蒂的女兒。

## 家庭
1389年，瓦倫蒂娜與法國國王查理六世的弟弟、日後的奧爾良公爵路易一世結婚，兩人共有3子1女：
1. 查理（1394年—1465年），奧爾良公爵
2. 菲利普（英语：Philip, Count of Vertus）（1396年—1420年），韋爾蒂伯爵
3. 約翰（1399年—1467年），昂古萊姆伯爵
4. 瑪格麗特（英语：Margaret, Countess of Vertus）（1406年—1466年），韋爾蒂女伯爵